# Małgorzata, córka Łazarza
Małgorzata, córka Łazarza (cz. Marketa Lazarová) – czechosłowacki dramat historyczny z 1967 roku na podstawie powieści Vladislava Vančury.

## Obsada
- Josef Kemr – Kozlík
- Magda Vášáryová – Małgorzata
- Naďa Hejná – Katarzyna
- Jaroslav Moučka – Jan
- František Velecký – Mikołaj
- Karel Vašíček – Jiří
- Ivan Palúch – Jednoręki Adam
- Martin Mrazek – Václav
- Václav Sloup – Szymon
- Pavla Polášková – Aleksandra
- Michal Kožuch – Łazarz
- Zdeněk Lipovčan – Jakub

## Fabuła
Czechy, XIII wiek. Mikołaj i jego brat Adam zajmują się łupieniem, służąc swojemu ojcu Kozlíkowi. Podczas jednego z napadów ginie niemiecki jeniec, ale jego ojcu udaje się uciec i informuje króla o zajściu. Kozlík przygotowując się na reakcję króla, wysyła Mikołaja do sąsiada Łazarza, by mu pomógł. Kiedy mężczyzna odmawia, Mikołaj porywa jego córkę Małgorzatę, która miała wstąpić do klasztoru.